# Serin de Reichenow
 (septembre 2014).
Crithagra reichenowi
Espèce
Statut de conservation UICN

 LC  : Préoccupation mineure
Le Serin de Reichenow (Crithagra reichenowi) est une espèce d'oiseaux d'Afrique de l'est appartenant à la famille des Fringillidae.

## Taxinomie
Serinus reichenowi résulte de la scission en deux du taxon Serinus atrogularis, dont il était auparavant la sous-espèce Serinus atrogularis reichenowi.

## Distribution
Soudan (extrême sud-est, Kapoeta), Éthiopie (à l’est de la Vallée du Rift : Harar, parc national des monts Balé, vallées de Jemma et de Jara), Kenya (nord : Moyale, Marsabit, Kulal ; et plus largement répandu dans le sud), sud-ouest de l’Ouganda, Tanzanie (nord et centre avec quelques poches disséminées surtout dans le sud et le sud-est), Somalie (trois petites taches dans le sud).

## Déplacements
Au Kenya, les serins de Reichenow quittent généralement le centre du pays entre septembre et novembre pour y revenir entre avril et juin. Peu d’oiseaux sont sédentaires lors des périodes de sècheresse, quelques individus restent sur place ou se déplacent, entre novembre et mars, en petites volées erratiques (Short & Horne 2005).

## Habitat
Le Serin de Reichenow est localement commun mais irrégulièrement réparti dans les zones ouvertes buissonneuses et boisées, jusqu’à 2000 m d’altitude (Lewis & Pomeroy 1989). Il fréquente les aires arides parsemées de broussailles, de buissons et de boisements ouverts alternant avec des cultures (Fry & Keith 2004). Bien qu’observé un peu partout au Kenya, il privilégie les lisières forestières, les aires surexploitées par le pâturage avec un sol dénudé et un tapis herbacé ras, les boisements dégradés, les pelouses, les pistes d’atterrissage, les aires ouvertes près des digues, les prairies à Combretum et les buissons à Tarchonanthus camphoratus (Short & Horne 2005).

## Alimentation
Selon Short & Horne (2005), il recherche surtout sa nourriture sur le sol et dans les buissons bas, consommant des graines de plantes herbacées et des grains de maïs. Il capture aussi des termites en vol en s’élevant dans les airs jusqu’à 15 m de haut. Il se nourrit aussi en compagnie d’autres espèces d’oiseaux dont le serin soufré et le cordon-bleu et fut observé en train de consommer des figues Ficus glumosa avec des oiseaux frugivores.
Deux autres plantes exploitées par l’espèce ont été rapportées par Ottaviani (2011), photos à l’appui, comme des fleurs de Leonotis nepetifolia (lamiacée) et des graines d’une amaranthacée.

## Mœurs
Les serins de Reichenow se tiennent en couples et en groupes comptant de 10 à 15 individus mais occasionnellement jusqu’à 50 à un point d’eau. Ils recherchent leur nourriture sur le sol et parmi les plantes herbacées où ils sont peu voyants jusqu’à leur envol. Ils sont globalement sédentaires mais sujets à des déplacements erratiques irréguliers (Fry & Keith 2004). Ils sont très sociaux et se rendent volontiers aux abreuvoirs en groupes, même en période de nidification. Ils boivent fréquemment et se baignent occasionnellement, même dans des mares à éléphants. Ils se joignent à d’autres oiseaux pour harceler les serpents et les rapaces. Des combats, des poursuites, des chants et des parades en groupes de deux, trois ou quatre individus sont souvent observés (Short & Horne 2005).

## Parade nuptiale
En parade nuptiale, le mâle chante avec le corps à la verticale, la tête rejetée en arrière et les plumes de la couronne hérissées. Ainsi paré, il bat des ailes en faisant face à n’importe quel congénère chanteur puis le met en fuite pour le prendre en chasse dans une course-poursuite effrénée, le croupion jaune alors fortement exhibé. Parfois il se précipite vers la femelle, exécute une sorte de danse en hochant la queue et se livre à une parade de nourrissage. Plusieurs cas de parades nuptiales de ces serins ont occasionné des réactions agressives de la part d’autres espèces comme des bulbuls ou des drongos (Short & Horne 2005).

## Nidification

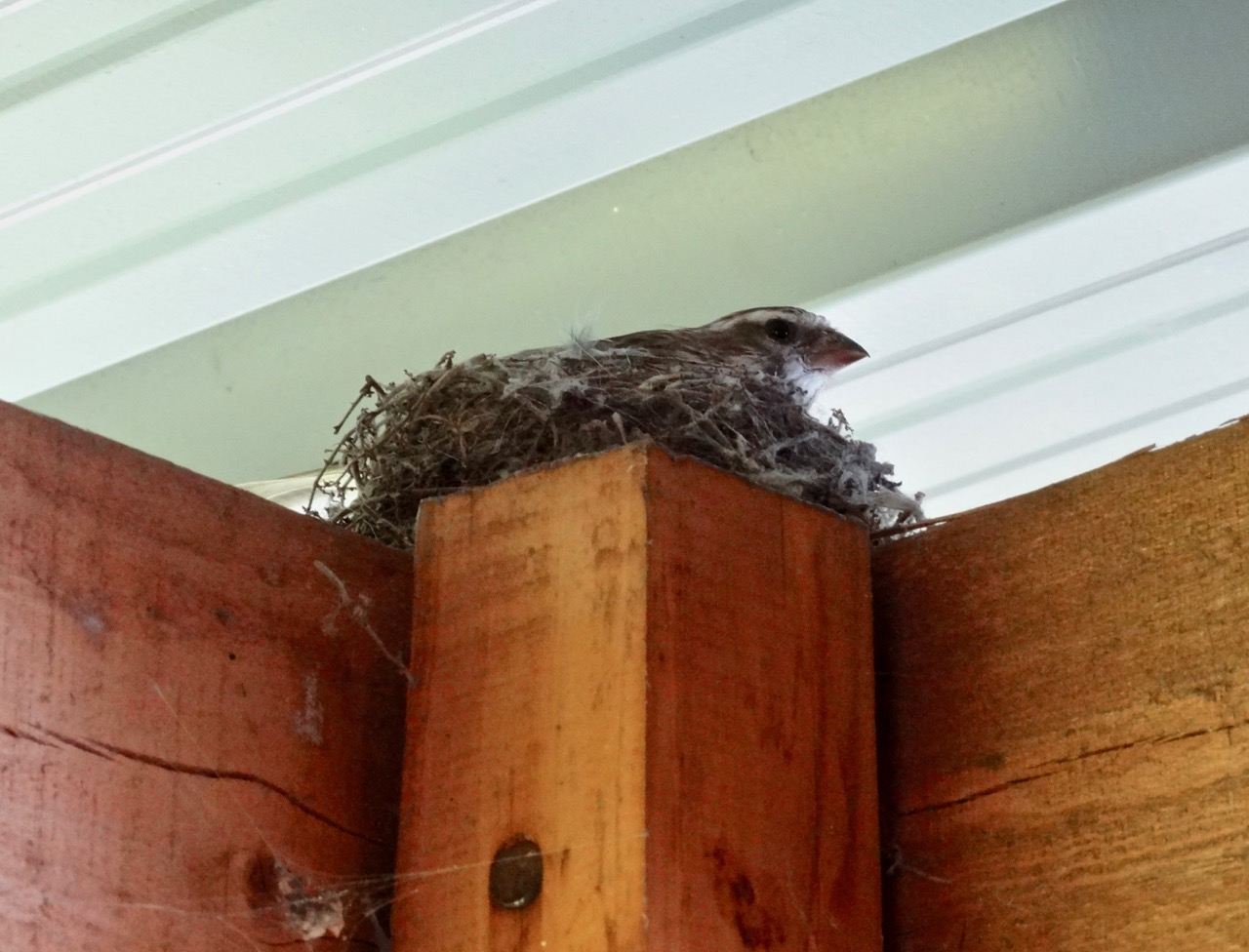
Un serin de Reichenow au nid.

Le nid est une petite coupe de tiges d’herbes et de radicelles assemblées avec des toiles d’araignée et pourvue d’un revêtement interne de duvet végétal. Il est généralement placé sur la branche d’un arbre ou d’un buisson. La ponte est de trois œufs blanc bleuâtre ornés de taches brunes et noires et de sous-taches mauve terne (Fry & Keith 2004). Sept nids ont été découverts dans le centre du Kenya, généralement bien dissimulés, entre 1,5 et 4,6 m de hauteur, dans les branches feuillues des arbres suivants : Euclea divinorum, Acacia gerrardii, Combretum molle, Tarchonanthus camphoratus, Dodonea angustifolia et Pyrostria phyllanthoides (Short & Horne 2005).

## Biologie de reproduction
Les pontes ont lieu généralement à la saison des pluies: en mai en Éthiopie, en décembre en Somalie et, dans l’ensemble de l’est-africain, selon la région mais surtout lors de pluies prolongées (Fry & Keith 2004). Au Kenya, les observations portant sur sept nids et sur des oiseaux transportant des matériaux de nidification ont toutes eu lieu entre juin et septembre avec un pic en juillet. D’autres données ont révélé les informations suivantes : des parades nuptiales et de nourrissage en avril-mai, deux mâles avec une protubérance du cloaque en mai, des jeunes emplumés en compagnie d’adultes d’août à octobre et en janvier, des juvéniles indépendants entre septembre et novembre, des accouplements et des parades de nourrissage en octobre (Short & Horne 2005).